# Lammiku
Lammiku – wieś w Estonii, w prowincji Tartu, w gminie Tartu.